# Engelbert von Landsberg-Velen und Steinfurt
Reichsfreiherr Franz Engelbert Alexander von Landsberg-Velen und Steinfurt (Münster, 10 marzo 1796 – Münster, 24 febbraio 1878) è stato un politico prussiano.
Apparteneva ad una nobile famiglia tedesca della Vestfalia, che allora era gran parte possedimento prussiano, con i ducati di Berg e Kleve; la sua famiglia era di rango baronale e discendeva direttamente da un celebre condottiero del XVII secolo, Daniel Dietrich von Landsberg zu Erwitte; la madre di Engelbert era una contessa della famiglia [von Wolff-Metternich zur Gracht; suo fratello Ignaz von Landsberg-Velen und Gemen avrebbe avuto un ruolo di media importanza nella politica prussiana e sarebbe stato nel 1848 deputato a Berlino e Francoforte sul Meno; inoltre sarebbe stato anche sindaco di Colonia per tre volte.
Engelbert intraprese la carriera militare come ufficiale in un reggimento di ussari dell'esercito prussiano, e non ancora ventenne partecipò in un contingente prussiano dell'armata del principe Schwarzenberg alle battaglie di Lipsia e Dresda contro Napoleone Bonaparte e poi in Francia a Montmirail. Fu incluso come scorta diplomatica ai plenipotenziari prussiani Hardenberg e Humboldt al Congresso di Vienna.
Arrivato al grado di maggiore degli ussari, si ritirò dall'esercito e ricoprì alcuni incarichi amministrativi nelle province vestfaliche controllate dalla corona prussiana; nel 1831 fece parte della delegazione tedesca guidata dall'altgravio Hugo Franz zu Salm-Reifferscheidt, cugino del principe Fiorentino di Salm-Salm, che aveva precedentemente avanzato pretese sul territorio belga, che a Londra riconobbe Leopoldo I di Sassonia-Coburgo-Gotha come legittimo sovrano del Belgio.
Dopo un periodo di oscuramento politico, lasciò la nativa Vestfalia per la corte reazionaria di Berlino, dove strinse amicizia con il re Federico Guglielmo IV, con il quale condivideva le vedute politiche ultraconservatrici e soprattutto la passione per l'eccletticismo storicista; von Landsberg-Velen divenne il favorito del re prussiano che lo fece colonnello e proprietario di un reggimento di ussari e aggiunse all'ereditario titolo baronale di Landsberg-Velen, quello di barone dell'impero di Steinfurt. Landsberg, nonostante fosse stato eletto anche al consiglio provinciale del Münsterland e facesse parte del consiglio della corona, non ebbe alcun peso politico se non quello di favorito del sovrano.
Durante le rivoluzioni del 1848, fu eletto al Parlamento di Berlino per i conservatori, dove il fratello Ignatz era stato anche consigliere e poi presidente e poi, al comando di un reggimento di cavalleria partecipò assieme al generale Colomb alla repressione dei moti in Slesia e Posnania, influendo (grazie al suo intervento) grandemente alla vittoria sui rivoluzionari.
Successivamente fu deputato alla Camera dei Signori di Prussia, ma non ricoprì alcun ruolo politico, e rimase il favorito e compagno del re, assecondando questi nei suoi sogni di ritorno alla grandezza medioevale e inoltre fu il principale ideatore della ricostruzione del Castello di Hohenzollern. Dopo la morte di Federico Guglielmo IV, nonostante l'anzianità, combatté ancora sotto il Wrangel nella Seconda guerra dello Schleswig e sotto Moltke nella Guerra austro-prussiana. Nel 1867 si ritirò a vita privata; nel 1835 era stato il primo presidente del Parlamento Regionale della Vestfalia.

## Onorificenze
- Ordine dell'Aquila nera
- Ordine dell'Aquila rossa

| Controllo di autorità | VIAF (EN) 839155044809272520006 · GND (DE) 1178174883 |